# Socket 479
Socket 479 és el sòcol de CPU pel microprocessador Intel Pentium M, un processador orientat a dispositius mòbils com portàtils i notebooks, descendent del Pentium III Tualatin-M. Els noms oficials d'Intel són mFCPGA i mPGA479M. Malgrat els 479 pins, els Pentium M per aquest sòcol usen només 478 pins.
Aquests utilitzen una distribució elèctrica diferent en els pins de la utilitzada en el socket 478, el que fa impossible utilitzar un Pentium M en una placa mare amb socket 478, tot i que mecànicament encaix en un Socket 478. Per aquesta raó, ASUS fabrica una placa conversora, la CT-479, que permet utilitzar processadors amb socket 479 en una part de les plaques d'Asus amb socket 478. Actualment, els únics chipsets per al Pentium M són l'Intel 855GM/GME, l'Intel 915GM i l'Intel 6300ESB. Mentre que l'Intel 855GME suporta totes les CPU Pentium M, l'Intel 855GM no suporta la memòria cau de nivell 2 (2 MB i 90nm) dels nuclis Dothan. Recentment, Intel ha llançat un nou socket 479 amb un pinout revisat per a la seva Intel Core Duo anomenat Socket M. Aquest sòcol té la localització d'un dels seus pins canviada respecte del Socket 479 perquè no es pugui introduir per error un processador al sòcol incorrecte. Wl Socket M suporta un FSB a 667 MT/s amb el xipset Intel 945GM.
|                       | |
| Adaptador Asus CT-479 | Una comparació entre un Dothan Intel Pentium M SL7SM (esquerra) i Yonah Intel Core Duo (dreta). Tots dos xips tenen 478 pins, però la localització d'un d'ells ha canviat. |